# Powiatowy inspektor nadzoru budowlanego
Powiatowy inspektor nadzoru budowlanego – jeden z organów pierwszej instancji. Oznacza to, że do kompetencji powiatowego inspektora nadzoru budowlanego należą wszystkie sprawy z zakresu nadzoru budowlanego, które nie zostały w przepisach wyraźnie zastrzeżone do kompetencji innych organów. Obowiązuje tzw. domniemanie kompetencji powiatowego inspektora nadzoru budowlanego. Jeżeli przepisy prawa budowlanego nie wskazują wyraźnie, do kompetencji którego organu należy dana czynność z zakresu nadzoru budowlanego, to oznacza, że należy ona właśnie do kompetencji powiatowego inspektora nadzoru.
Organem wyższego stopnia w stosunku do powiatowego inspektora nadzoru budowlanego jest wojewódzki inspektor nadzoru budowlanego. Powiatowy inspektor nadzoru budowlanego wykonuje swoje zadania przy pomocy powiatowego inspektoratu nadzoru budowlanego.